# San Siro Stadio
San Siro Stadio is een metrostation in de Italiaanse stad Milaan dat werd geopend op 29 april 2015 en wordt bediend door lijn 5 van de metro van Milaan.

## Ligging en inrichting
Het station is het westelijkste van de drie metrostations in de wijk San Siro. In november 2010 begonnen de tunnelboormachines vanuit de startschacht alhier met de bouw van het westelijke deel van lijn 5. Op 29 april 2015 nam het station de rol van westelijk eindpunt over van Garibaldi FS. Het station ligt aan de westkant van het terrein rond het Giuseppe Meazza stadion naast de parkeerplaats voor autobussen. Bovengronds is het station makkelijk te vinden door de bovengrondse toegang aan de kant van het stadion. Deze is voorzien van draaihekken die elke drie minuten 500 mensen doorlaten om opstoppingen in het station te voorkomen. Deze toegang, die alleen bij wedstrijden en evenementen geopend is, is met diverse roltrappen en een brede trap verbonden met de ondergrondse verdeelhal. De normale toegangen liggen ten noorden en ten zuiden van de Via Harar ter hoogte van de bovengrondse toegang. Ondergronds is er sprake van een grote verdeelhal om de vele bezoekers te kunnen afhandelen en ook de perrons zijn breder dan bij de meeste andere stations van lijn 5. Achter de toegangspoortjes dalen de vertrekkers af naar een tussenverdieping waar de reizigers via verschillende trappen over de volle lengte van het perron worden verdeeld. Ten westen van het station ligt een kruiswissel met twee kopsporen waar de metrostellen kunnen keren. In verband met de inzet van onbemande MAAB stellen zijn de perrons voorzien van perrondeuren.

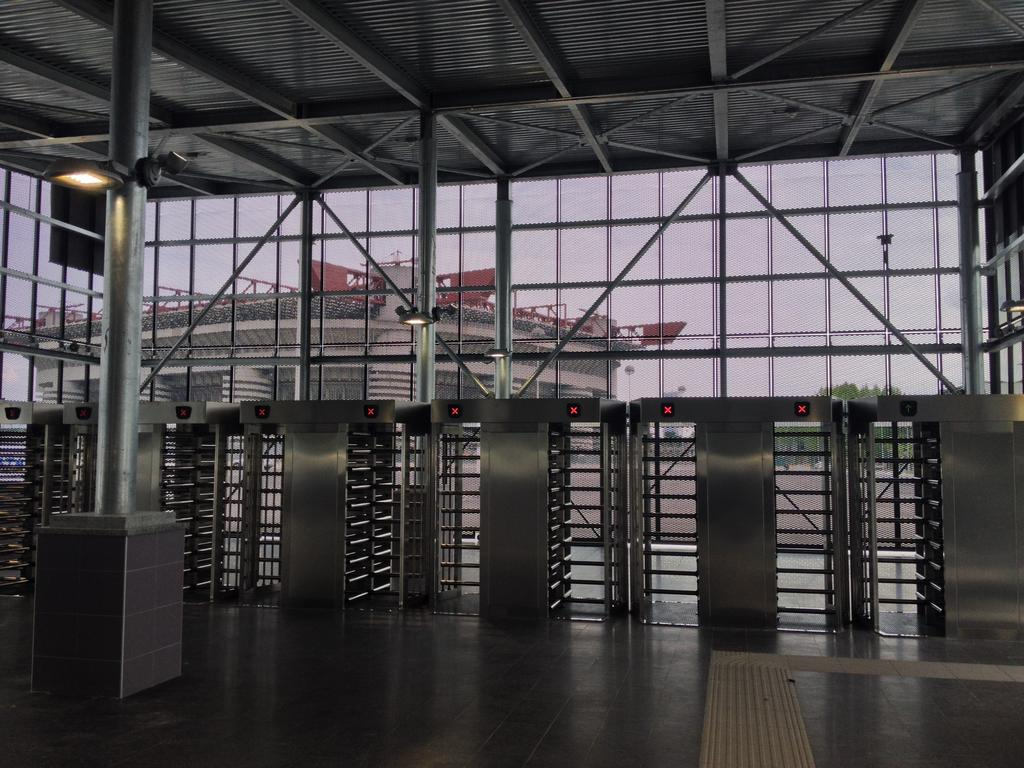
De draaihekken in het toegangsgebouw
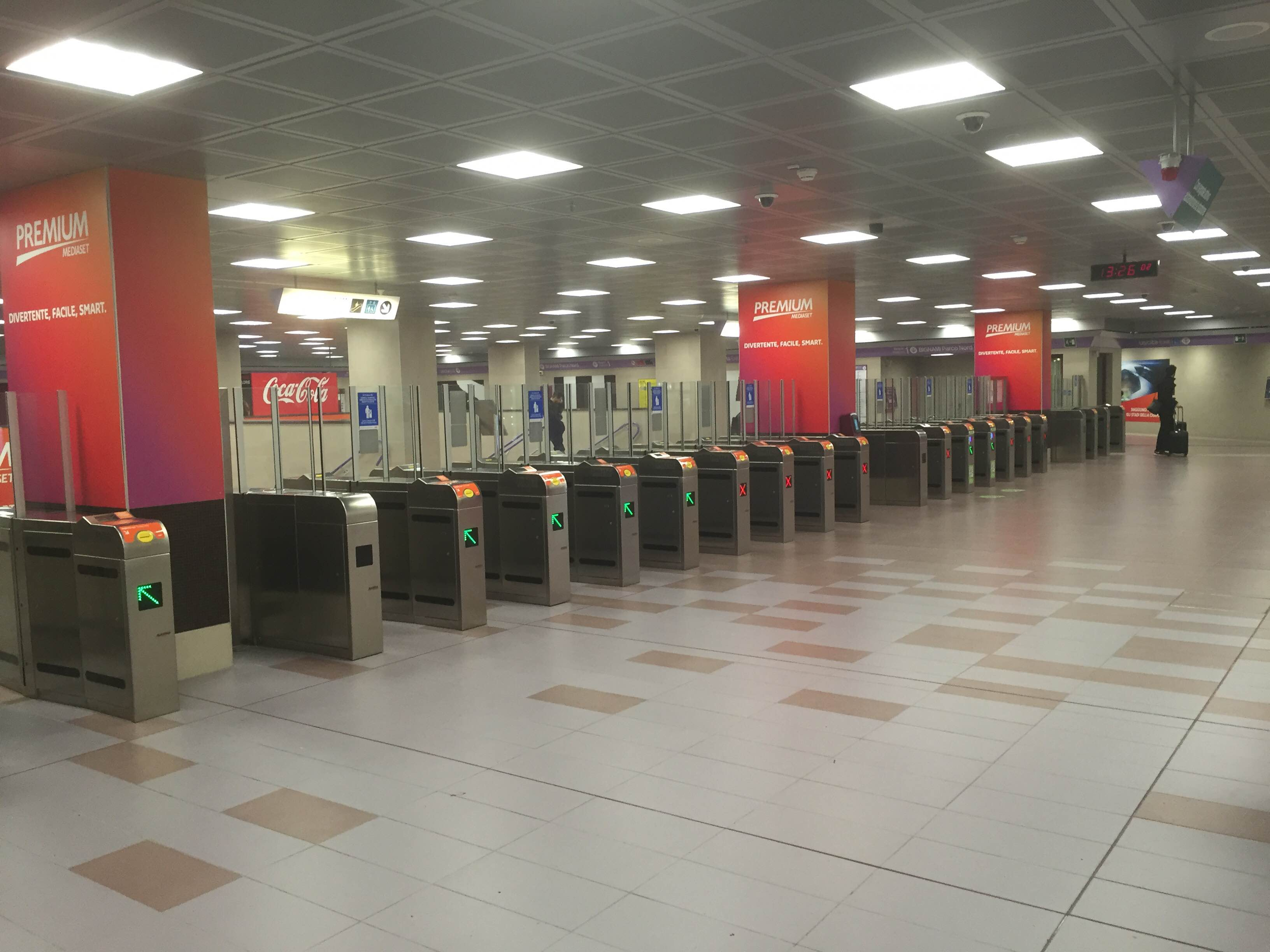
De toegangspoortjes in de verdeelhal
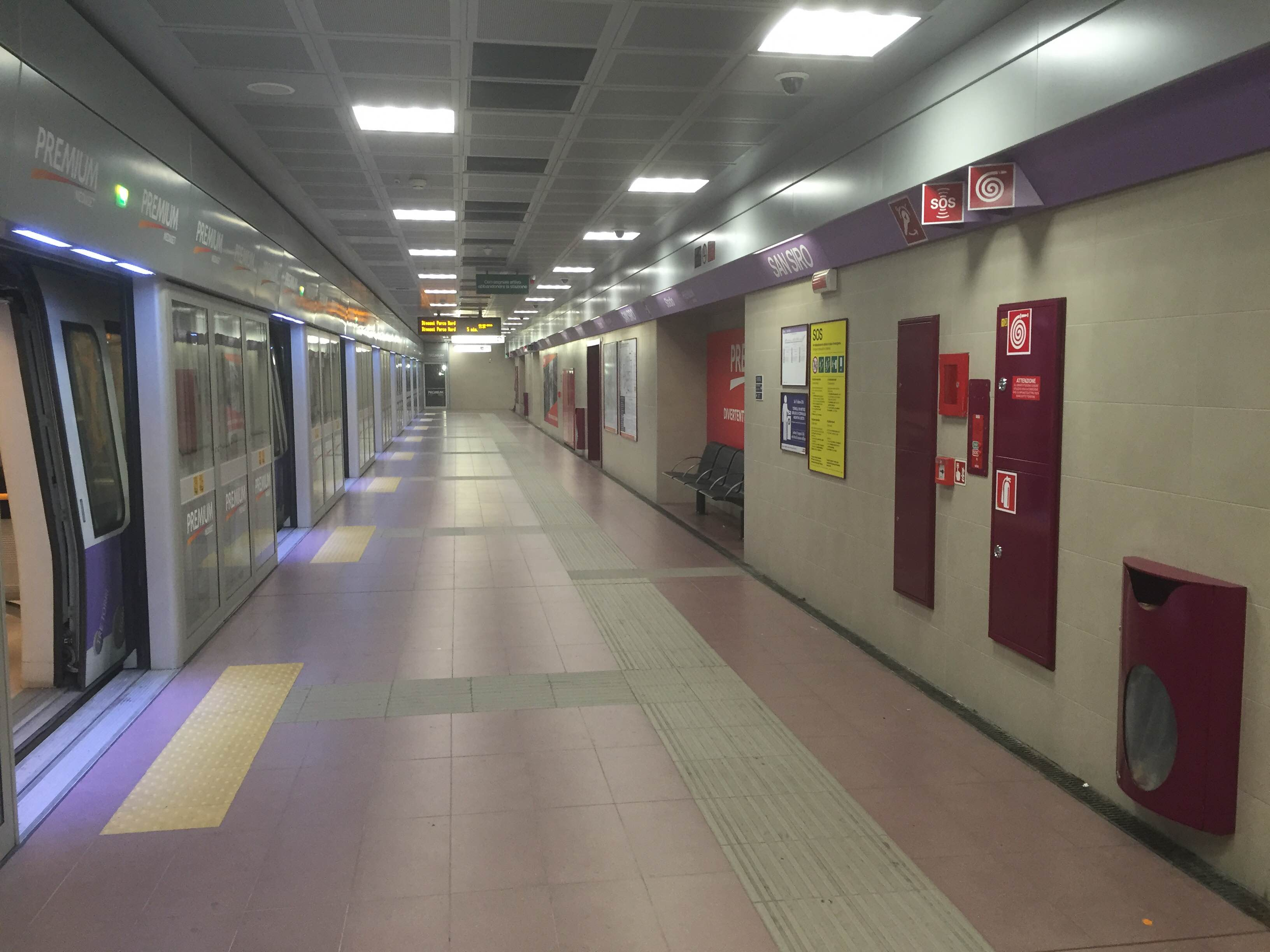
Een van de perrons